# マルメ交響楽団
マルメ交響楽団（スウェーデン語: Malmö SymfoniOrkester）は、スウェーデン南部の都市マルメを本拠地とするオーケストラ。マルメ・コンサートホール（Malmö konserthus）にて定期公演を行っている。

## 沿革・概要
1925年に創立。1991年まではマルメ歌劇場のオーケストラ・ピットにも入っていたが、現在は独立して活動している。歴代の首席指揮者にはイェオリ・シュネーヴォイクト、スティグ・ヴェステルベリ、ヴァーノン・ハンドリー、ジェームズ・デプリースト、パーヴォ・ヤルヴィ、ヴァシリー・シナイスキー、マルク・スーストロ、ロバート・トレヴィーノらがいる。録音はBIS、Naxosに多くある。

## 歴代指揮者
首席指揮者
- 1925 - 1929　ヴァルター・マイヤー＝ラードン
- 1930 - 1947　イェオリ・シュネーヴォイクト
- 1948 - 1961　ステン＝オーケ・アクセルソン
- 1962 - 1963　ヘルベルト・ブロムシュテット（Huvuddirigent[1]）
- 1962 - 1964　ロルフ・アゴップ（英語版）
- 1969 - 1974　エリアクム・シャピラ（英語版）
- 1974 - 1977　ヤーノシュ・フュルスト
- 1978 - 1985　スティグ・ヴェステルベリ
- 1986 - 1988　ヴァーノン・ハンドリー
- 1988 - 1990　ブライアン・プリーストマン（首席客演指揮者）
- 1991 - 1994　ジェームズ・デプリースト
- 1994 - 1997　パーヴォ・ヤルヴィ
- 1997 - 2000　ギルバート・ヴァルガ（首席客演指揮者）
- 2002 - 2003　マリオ・ヴェンツァーゴ（首席客演指揮者）
- 2002 - 2006　マルクス・レヘティネン（首席客演指揮者）
- 2003 - 2006　クリストフ・ケーニヒ
- 2007 - 2011　ヴァシリー・シナイスキー
- 2011 - 2019　マルク・スーストロ
- 2019 - 2021  ロバート・トレヴィーノ
- 2025 -       マーティン・ブラビンズ[2]

名誉指揮者
- 2000 - 2005　シクステン・エールリンク
- 2000 - 2004　ハインツ・ヴァルベルク